# 吳船錄
吴船录是南宋范成大的一本著作，共二卷。吴船录的內容是范成大于宋孝宗淳熙四年（1177年）從四川取道水路（岷江、長江）赴临安（一說指蘇州）時的所见所闻。他于當月五月從四川启程，十月到达临安。范成大在書中以日記形式记述了沿途許多名胜古迹。《吴船录》的名稱來自杜甫的詩句“窗含西岭千秋雪，門泊东吴万里船”之“吴船”。該書的通行本有《知不足斋丛书》本、《四库全书》本等。